# (243002) Lemmy
(243002) Lemmy est un astéroïde de la ceinture principale.

## Description
(243002) Lemmy est un astéroïde de la ceinture principale. Il fut découvert le 11 octobre 2006 à Apache Point par Andrew C. Becker. Il présente une orbite caractérisée par un demi-grand axe de 3,15 UA, une excentricité de 0,21 et une inclinaison de 7,3° par rapport à l'écliptique.
Il est nommé en l'honneur du défunt chanteur de Motörhead, Lemmy Kilmister.